# Skovvangsvej (Aarhus)
Skovvangsvej er en vej i det nordlige Aarhus, der strækker sig fra t-krydset ved Randersvej mod nordvest til Dronning Margrethes Vej mod sydøst. Vejen går igennem bydelene Trøjborg og Christiansbjerg og passerer undervejs Nordre Ringgade samt Skovvangskolen. Skovvangsvej blev i 1920-21 anlagt mellem Dronning Margrethes Vej og Cort Adelers Gade med videre anlæg frem mod Tordenskjoldsgade i 1921-22 og siden Steen Billes Gade i 1923-24.
Skovvangsvejs vestlige strækning blev anlagt som forbindelse mellem Randersvej og den dengang nye Ringgade i 1935.

## Om vejens navn
Vejen refererer til markjorden Skovvangen nord for byen og har fungeret som markvej til landevejene mod Randers og Grenaa. Indtil 1897 betegnede man vejen som Regine Skovvej efter Reginehøj.
Utilfredsheden med Skovvangsvej som gammel markvej, der fremstod i 15 fods bredde med vejgrøfter i begge sider, fik de såkaldte grundejerforeninger på Trøjborg og Christiansbjerg til at søge om forbedrede gader og etablering af gangstier.